# Laetitia Casta
Laetitia Marie Laure Casta (Pont-Audemer, Alta Normandia, 11 de maig de 1978), és una model i actriu francesa.

## Vida privada
Laetitia Casta és mare de tres fills, la més gran, Sahteene, és fruit de la seva relació amb l'actor, director i fotògraf de moda Stephane Sednaoui, els petits, Orlando i Athenea, nascuts el 2006 i 2009 respectivament, ho són del seu actual matrimoni amb l'actor italià Stefano Accorsi.
També se li va atribuir una relació amb Faiz Ahmad.

## Carrera
La carrera de Casta es va iniciar quan la va descobrir un fotògraf durant un dia festiu familiar a Còrsega, terra natal del seu pare, a l'edat de 15 anys.
La revista Time la va nomenar una vegada "una de les persones més influents de l'any".
Casta és la cara oficial de L'Oréal. Va posar per a anuncis de Guess?, que va ser la primera gran campanya publicitària en què va participar. Va aparèixer en tres edicions consecutives de Sports Illustrated swimsuit, també a la revista Rolling Stone, el calendari Pirelli, en anuncis promocionals de L'Oreal i Victoria's Secret, i en centenars de portades de revistes.
Tenia una estreta relació amb el dissenyador Yves Saint Laurent, qui li dissenyava la roba que vestia en públic.
El seu origen és objecte de discussió en el món de la moda, perquè tot i que va viure la seva infantesa a Normandia, també és considerada nadiua de Còrsega. En una entrevista publicada a la revista Elle Top Model ella va assegurar que és normanda.
L'any 1999, abans de la seva actuació a la pel·lícula Astèrix i Obèlix contra el Cèsar, participa en el vídeo musical Baby Did a Bad, Bad Thing del cantant Chris Isaak, en el que fa el paper d'una noia que s'exhibeix davant d'una càmera en una habitació d'hotel mentre el mateix Chris Isaak la veu a la televisió de la seva habitació. A conseqüència de l'alt contingut eròtic del vídeo, la cadena VH1 en va emetre dues versions, una per a tots els públics emesa fins a les 9 del vespre, i una altra sense censura, emesa de 9 en endavant. El vídeo va ocupar el lloc 28 de la llista dels 50 vídeos més sexis de la cadena VH1.
L'any 2010 apareix novament en un vídeo musical en actitud clarament eròtica, es tracta del vídeo T’estimo de la cantant Rihanna, on fa el paper de l'amant de la protagonista.

## Com Marianne
El 1999, Casta va resultar guanyadora d'una enquesta nacional realitzada per l'Association des Maire de France per decidir qui havia de ser la nova model per al bust de Marianne, un símbol al·legòric de la República Francesa, que es troba a l'interior de tots els ajuntaments francesos. Casta va succeir en el lloc a la model Inés de la Fressange que l'ocupava des de l'any 1989 sent, al seu torn, substituïda l'any 2003, per Évelyne Thomas. Els bustos de la Marianne són canviats amb freqüència, però cada alcalde tria el que prefereix per a la seva ciutat, de manera que es poden utilitzar les Marianne passades. Les enquestes diuen que Laetitia, Brigitte Bardot i Catherine Deneuve són les més populars entre la majoria d'alcaldes francesos.
Laetitia va esdevenir el centre de la polèmica quan, al poc d'haver estat seleccionada per convertir-se en la nova Marianne, va mudar la seva residència a Londres. Tot i això, ella va assegurar que el seu trasllat s'havia fet per causes professionals, malgrat tot, alguns van insinuar que el veritable motiu va ser per escapar de la pressió fiscal, cosa per la qual les celebritats franceses són sovint criticades per la premsa i per polítics propers a l'esquerra.

## Filmografia
| Any  | Títol                                  | Personatge                | Director                           | Notes                                                             |
| ---- | -------------------------------------- | ------------------------- | ---------------------------------- | ----------------------------------------------------------------- |
| 2017 | El palau ideal                         | Philomene                 | Nils Tavernier                     |                                                                   |
| 2014 | Sous les jupes des filles              | Agathe                    | Audrey Dana                        |                                                                   |
| 2011 | Derrière les murs                      | Nicole                    | Julien Lacombe, Pascal Sid         |                                                                   |
| 2010 | Gainsbourg, vie héroïque               | Brigitte Bardot           | Joann Sfar                         | Participa a la banda sonora                                       |
| 2010 | T’estimo                               | Amant de Rihanna          | Anthony Mandler                    | Vídeo musical                                                     |
| 2009 | Visage                                 | Salomé                    | Tsai Ming-Liang                    | Festival de cine de Cannes: selecció oficial en competició        |
| 2009 | Fleurs dans le miroir, lune dans l'eau | ella mateixa, Salomé      | François Lunel                     | Making of de Visage                                               |
| 2008 | Nés en 68                              | Catherine                 | Olivier Ducastel Jacques Martineau | Cabourg: Golden Swann of the Best Actress                         |
| 2008 | La jeune fille et les loups            | Angèle Amblard            | Gilles Legrand                     |                                                                   |
| 2007 | Le Petit Monde De Charlotte            | Charlotte A. Cavatica     | Gary Winick                        | Veu de l'aranya (versió francesa)                                 |
| 2006 | Le Grand appartement                   | Francesca Cigalone        | Pascal Thomas                      |                                                                   |
| 2006 | La Déraison du Louvre                  | La dona jove              | Ange Leccia                        | Curtmetratge                                                      |
| 2006 | Nymphea                                | La nàiade                 | Ange Leccia                        | Curtmetratge                                                      |
| 2004 | Luisa Sanfelice                        | Luisa Sanfelice           | Paolo i Vittorio Taviani           | Telefilm per a France2, RAI Uno                                   |
| 2003 | Errance                                | Lou                       | Damien Odoul                       |                                                                   |
| 2002 | Gitano                                 | Lucia Junco               | Manuel Palacios                    |                                                                   |
| 2002 | Rue des plaisirs                       | Marion                    | Patrice Leconte                    | Participa a la banda sonora                                       |
| 2001 | Les âmes fortes                        | Thérèse                   | Raoul Ruiz                         | Festival de cine de Cannes 2001: selecció oficial fora de concurs |
| 2000 | La Bicyclette Bleue                    | Léa Delmas                | Thierry Binisti                    | Telefilm per a France2                                            |
| 1999 | Astèrix i Obèlix contra César          | Falbala                   | Claude Zidi                        |                                                                   |
| 1999 | Baby I did a bad, bad thing            | Noia en habitació d'hotel | Herb Ritts                         | Vídeo del cantant Chris Isaak                                     |

## Teatre
- Gaspard de la nuit, Ondine (2004) actuada per Giraudoux, Teatre Antoine.

## Llibres
- Laetitia Casta. Laetitia Casta. ISBN 0-670-88819-2